# Nomes e títulos de Jesus no Novo Testamento

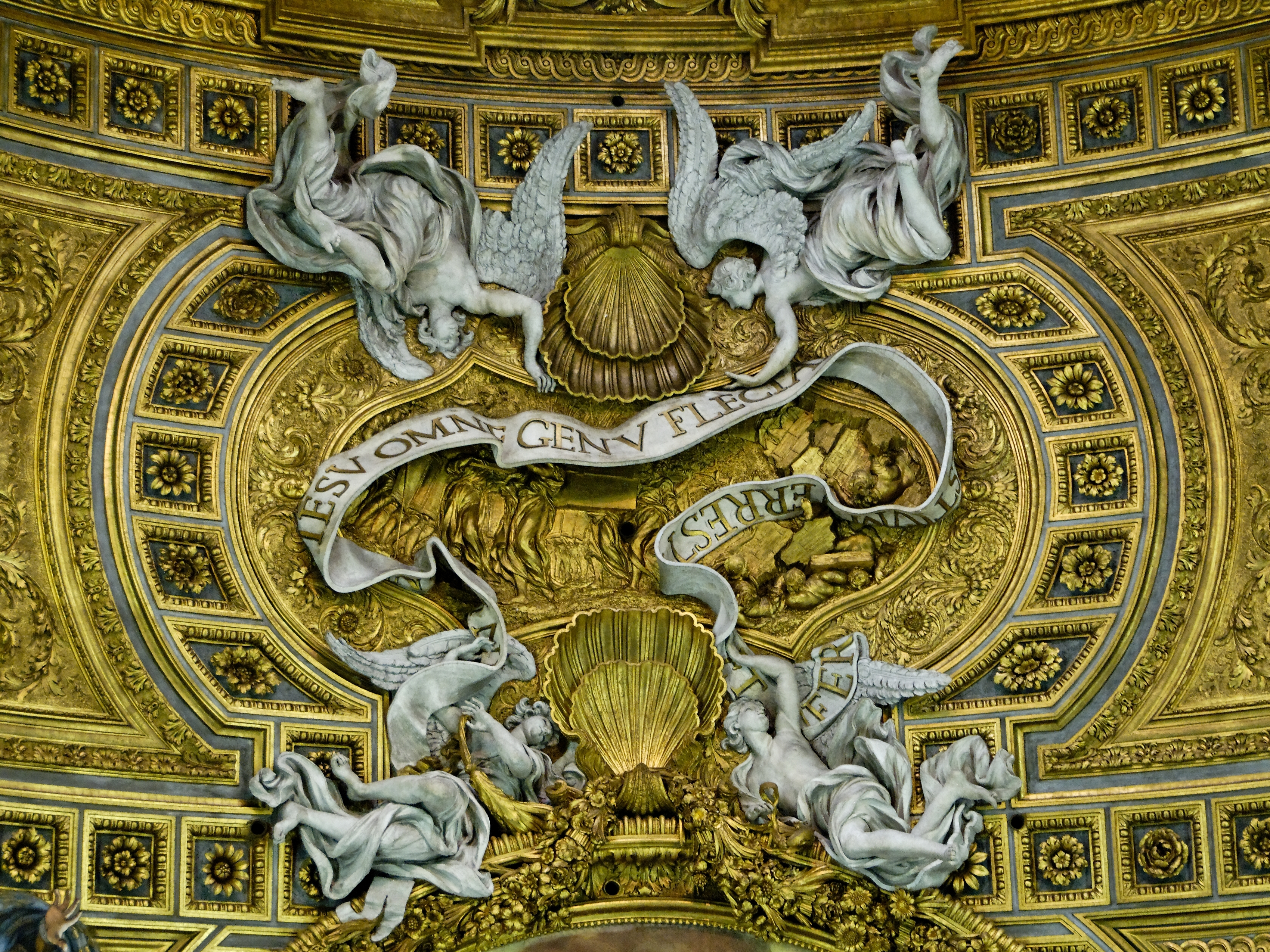
Inscrição em latim de : "Em nome de Jesus se dobre todo o joelho", Igreja de Jesus, em Roma.

Uma grande variedade de nomes e títulos tem sido usada no Novo Testamento para descrever Jesus.
No cristianismo, nomes de Jesus e Emanuel que se referem a Jesus no Novo Testamento têm atributos salvíficos. Após sua crucificação a Igreja primitiva não se limitou a repetir suas mensagens, mas começou a se concentrar nele, proclamá-lo, e tentar entender e explicar a sua mensagem: o proclamador tornou-se o proclamado.
Um elemento no processo de compreensão e proclamação de Jesus foi a atribuição de títulos para ele. Alguns dos títulos que foram gradualmente usados no início da Igreja e, em seguida, apareceram no Novo Testamento onde foram adotadas a partir do contexto judaico da época, enquanto outros foram selecionados a se referir e sublinhar a mensagem da missão e dos ensinamentos de Jesus. Com o tempo, alguns desses títulos se reuniram com importante significado cristológico.
Os cristãos têm anexado o significado teológico ao Santo Nome de Jesus. O uso de seu nome em petições é sublinhado em João 16:23, quando Jesus diz: "[…] se pedirdes alguma coisa ao Pai, ele vo-la concederá em meu nome." Há uma crença generalizada entre os cristãos de que seu nome não é apenas uma sequência de símbolos de identificação, mas inclui o poder divino intrínseco.
Ele também era conhecido como Joshua Ben Joseph, ou Jesus de Nazaré.

## Nome pessoal
Autores tem criado inúmeros argumentos para explicar a origem do nome 'Jesus' (cf. (Mateus 1:21), e tem oferecido um largo número de razões para o significado do nome. O nome é relacionado ao hebraico יְהוֹשֻׁעַ Joshua, que é um nome teóforo mencionado primeiramente na tradição bíblica em êxodo 17:9 como um dos companheiros de Moisés (e, de acordo com a tradição, seu sucessor).
- No Novo Testamento, os títulos usados para Jesus, a saber:

1. - Advogado 1Jo2.1
2. - Amado Ef1.6
3. - Amém 2Co1.20
4. - Autor da Salvação Hb 5:9.
5. - Autor da Vida At 3:15.
6. - Bendito Mc 23:39; Mc 21:9; Lc 1:68; Lc 19:38; II Co 1:3.
7. - Cordeiro I Co 5:7; Ap 5:12; Ap 6:1; Ap 6:12.
8. - Cordeiro de Deus Jo 1:29; Jo 1:36.
9. - Cordeiro Pascoal Jo 1:29; Jo 1:36.
10. - Consumador Hb 12:2.
11. - Bispo de nossas almas I Pe 2:25.
12. - Cabeça do Corpo Col 1:18.
13. - Cabeça da Igreja Ef 5:23.
14. - Cristo de Deus I Co 3:23.
15. - Cristo Mt 2:4; Mt 16:16; Mt 24:23; Mc 8:29; Lc 4:41; Jo 20:31; Lc 9:20; Lc 23:2.
16. - Cristo Jesus Rm 6:3; II Co 4:5; Ef 2:20.
17. - Caminho Jo 14:6; Is 30:21.
18. - Digno Ap 4:11; Ap 5:12.
19. - Deus conosco Mt 1:23.
20. - Emanuel Mt 1:23; Is 7:14.
21. - Estrela da manhã Ap 22:16.
22. - Estrela da Alva II Pe 1:19.
23. - Filho Mt 1:23; Lc 1:13; Mt 13:55; Mt 21:7.
24. - Filho Amado Mc 12:6; Lc 20:13; Mc 1:11; Mt 3:17.
25. - Filho de Deus Mt 5:9; Jo 20:31; Lc 1:35; Mc 1:1; Hb 6:6.
26. - Filho do Homem Mt 16:27; Hb 2:6; Ap 1:13; Lc 12:32,40; Mt 10:23; At7:56; Mt 16:13; Jo 8:28; Mt 9:6; Mt 13:37; Mt 17:9,22; Mc 8:32; Mc 9:12; Lc 6:22; Lc 9:56; Jo 3:13.
27. - Filho de Davi Mt 21:9,15; Mt 20:30,31; Mt 12:23.
28. - Filho do Altíssimo Lc 1:32.
29. - Jesus Jo 20:31; Lc 1:31; Mt 1:21,25; At 18:5; At 18:18.
30. - Juiz Tg 5:9;
31. - Justo At 22:14; Sl 119:137; Sl 145:17; Is 45:21.
32. - Leão de Judá Ap 5:5.
33. - Luz Jo 12:46; Jo 8:12; Sl 27:1; Is 60:20; Mq 7:8.
34. - Legislador Tg 4:12; Is 33:22.
35. - Messias Jo 1:41; Jo 4:25; Dn 9:25.
36. - Mediador I Tm 2:5; Hb 9:15; Hb 12:24.
37. - Pão Vivo Jo 6:51.
38. - Príncipe At 5:31; At 3:15; Is 55:4; Dn 8:25.
39. - Noivo Mt 25:1; Mc 2:19; Is 62:5.
40. - Nazareno Mt 2:23; Lc 24:19.
41. - Ômega Ap 1:8; Ap 21:6.
42. - Primogênito Ap 1:5; Mq 6:7; Rm 8:29;
43. - Primícias dos que dormem I Co 15:20.
44. - Pastor Jo 10:11; Hb 13:20; I Pe 5:4; Sl 23:1; Sl 80:1.
45. - Porta Jo 10:9.
46. - Pedra Angular Ef 2:20; At 4:11; I Pe 2:6.
47. - Pedra de esquina I Pe 2:7.
48. - Rei Lc 19:38; Jo 12:15; Jo 19:14; Sl 5:2; Sl 44:4; Sl 47:7; Is 33:22; Is 43:15; Ap 17:14; Zc 14:9.
49. - Rei dos Judeus Lc 23:38; Jo 18:33.
50. - Rei dos Reis Lc 23:38; Jo 19:19; Ap 19:16; I Tm 6:15.
51. - Rei das Nações Ap 15:3; Jr 10:7.
52. - Rei de Israel Jo 12:13.
53. - Raiz de Davi Ap 5:5.
54. - Sumo Sacerdote Hb 4:14.
55. - Senhor I Co 15:5-7; II Co 4:5; Fl 2:11; Cl 2:6.
56. - Senhor dos Senhores Ap 19:16; I Tm 6:15.
57. - Santo Ap 4:8.
58. - Soberano Ap 6:10.
59. - Salvador Lc 2:11; II Pe 3:18. Sol Sl 84:11;
60. - Soberano dos reis da Terra Ap 1:5
61. - Todo Poderoso Ap 1:8; Ap 4:8; Ap 15:3; Ap 21:22.
62. - Ungido de Deus I Sm 24:10.
63. - Verdade Jo 8:32; Jo 14:6.
64. - Vida Jo 14:6.
65. - Verbo Jo 1:1; Jo 1:14; I Jo 1:1; Ap 19:3.
66. - Verdadeiro Ap 19:11; Jo 15:5; Jo 15:1.
67. - Descendente de Mulher Gn 3:15.
68. - O Alfa e o Ômega Ap 1:5
69. - O que batizava com o Espírito Santo Jo 1:33.
70. - O que dá testemunho de si mesmo Jo 8:18.
71. - O que haveria de vir Mt 11:3.
72. - Eleito por Deus Lc 9:35.
73. - Fiel Testemunha Ap 1:5.
74. - Fiel e Verdadeiro Ap 19:11.
75. - Filho de Deus Bendito Lc 1:32.
76. - Filho do Pai II Jo 3.
77. - Imagem do Deus invisível Cl 1:15.
78. - Mistério e Esperança do ser humano Cl 1:27.
79. - Pedra Espiritual I Co 10:4.
80. - Plenitude da Divindade Cl 2:9.
81. - Primícia I Co 15:20.
82. - Primogênito dos mortos Ap 1:8.
83. - Redentor Is 59:20.
84. - Libertador Rm 11:26,27.